# The Stolen Triumph
The Stolen Triumph è un film muto del 1916 diretto da David Thompson.

## Trama
Stephen Hunt, un impresario teatrale, riceve da Edwin Rowley un testo scritto dal commediografo. Rendendosi conto che l'opera è un capolavoro, Hunt se ne impossessa, facendola passare per sua. Il successo che riscuote, rovina la vita di Rowley e della sua famiglia già in grosse ristrettezze finanziarie e con la moglie debole di salute. Quando Edwin le riferisce che l'opera gli è stata rubata, la donna viene colpita da un ulteriore trauma e muore. Edwin impazzisce e corre voce che si sia suicidato. Pentito di ciò che ha fatto, Stephen decide di prendersi cura del bambino dei Rowley, rimasto orfano e di rendere noto a tutti che il lavoro teatrale è opera di Edwin.
Lo scrittore però non è morto. Confuso, vagando senza meta, anni dopo Edwin si imbatte un giorno in un manifesto dove vede scritto il suo nome quale autore del dramma. L'uomo rinsavisce. Si riconcilia con Stephen, ritrova il figlio e, anche se tardivamente, gode della fama che gli è dovuta.

## Produzione
Il film fu prodotto dalla Rolfe Photoplays.

## Distribuzione
Distribuito dalla Metro Pictures Corporation, uscì nelle sale cinematografiche USA l'11 dicembre 1916.